# Резолюция 13 на Съвета за сигурност на ООН
Резолюция 13 на Съвета за сигурност на ООН е приета единодушно на 12 декември 1946, след като съветът разглежда кандидатурата на Сиам (днешен Тайланд) за членство в Организацията на обединените нации.
Препоръчва на Общото събрание на ООН Сиам да бъде приет за равноправен член на организацията.